# Чорна котяча акула індійська
Чорна котяча акула індійська (Apristurus indicus) — акула з роду Чорна котяча акула родини Котячі акули. Інша назва «малочеревна чорна котяча акула».

## Опис
Стосовно розмірів цієї акули немає повних відомостей. Найбільшим зразком була самиця завдовжки 34 см, але вона не була статевозрілою. Голова помірного розміру. Морда середнього розміру, широка, лопатоподібна, зверху звужена. Очі маленькі, становлять 2-3% довжини усього тіла. Вони овально-горизонтальної форми. Ніздрі довгі, з носовими клапанами. Губні борозни однакового розміру. Рот невеликий, зігнутий. Зуби дрібні. У неї 5 пар коротких зябрових щілин, менших за довжину ока. Тулуб в'ялий. Шкіряна луска щільно розташована, без високих хребців. Кількість витків спірального клапана шлунку становить 7-12. Черево дуже коротке. За це отримала іншу свою назву. Грудні плавці короткі, широкі, сильно округлі на кінчиках. Має 2 спинні плавці, однакові за висотою, розташовані ближче до хвоста. Перший спинний плавець дещо розширений в основі. Спинна частина низька. Площа заднього спинного плавця на третину більша від площі переднього плавця. Анальний плавець невисокий та дуже широкий. Хвостовий плавець довгий та вузький.
Забарвлення однотонне — темно-коричневе, іноді чорних відтінків.

## Спосіб життя
Тримається на глибинах 1200–1900 м, континентальних схилах. Полює біля дна. Живиться креветками та іншими невеличкими ракоподібними, костистими рибами та кальмарами.
Це яйцекладна акула. самиця відкладає 1 яйце.
Для людини не становить загрози.

## Розповсюдження
Мешкає біля узбережжя Сомалі, в Аденській затоці та біля Оману. Існує інформація про ареал цієї акули біля ПАР та Намібії, проте вона не підтверджена.